# Cambiano
Cambiano (en français Cambiagne) est une commune de la ville métropolitaine de Turin dans le Piémont en Italie.

## Administration
| Période                                  | Période  | Identité          | Étiquette     | Qualité |
| ---------------------------------------- | -------- | ----------------- | ------------- | ------- |
| 30 mai 2006                              | En cours | Michele Mammolito | Centre-Droite |         |
| Les données manquantes sont à compléter. |          |                   |               |         |

### Hameaux
Madonna della Scala

### Communes limitrophes
Pino Torinese, Chieri, Pecetto Torinese, Moncalieri, Trofarello, Santena, Villastellone